# Didymocarpus silvarum
Didymocarpus silvarum är en tvåhjärtbladig växtart som beskrevs av William Wright Smith. Didymocarpus silvarum ingår i släktet Didymocarpus och familjen Gesneriaceae. Inga underarter finns listade i Catalogue of Life.